# Templo Nacional San Juan Bosco
El Templo Nacional San Juan Bosco es un templo católico ubicado en la Gran Avenida José Miguel Carrera 8340, en la comuna de La Cisterna, y forma parte de los terrenos que la Congregación Salesiana destinó originalmente para un seminario.

## Historia
Su construcción se inició en 1943 y concluyó en 1952, siendo fundada oficialmente como parroquia el 15 de agosto de 1949 e inaugurada oficialmente el 2 de marzo de 1952.
A un costado de la gran torre campanario, visible desde varios lugares de la zona sur de Santiago se encuentra el Liceo Manuel Arriarán Barros, en los terrenos que originalmente eran pensados para albergar al Instituto Teológico Salesiano. 
El principal de los impulsores de la construcción del templo fue el cardenal Raúl Silva Henríquez, que en aquella época era el director del liceo.
También existe aledaños al templo una capilla y una oficina parroquial, conformada por una casa parroquial, una casa juvenil para la formación de los jóvenes; una casa hogar de ancianas y tres comunidades eclesiales de base, y tienen un objetivo educativo-pastoral de carácter diocesano y salesiano.
En el año 2015, es celebrado en el templo homónimo el segundo centenario de San Juan Bosco, con asistencia de todas las autoridades salesianas de Chile.

## Arquitectura

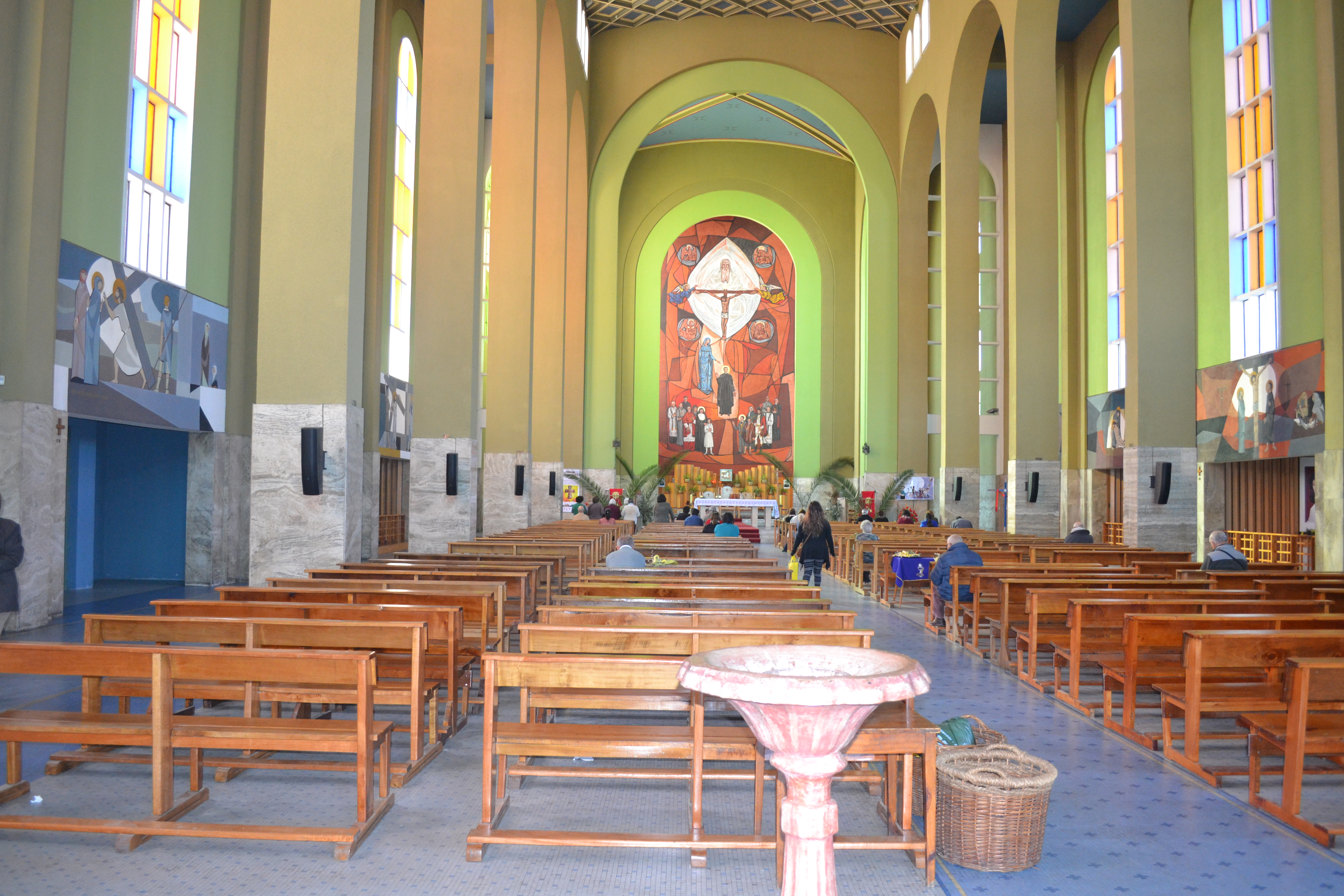
Interior del templo

El templo fue diseñado por el arquitecto Gustavo Mönckeberg Bravo, y su construcción estuvo a cargo de los ingenieros Alberto Covarrubias y Carlos Infante. El 18 de abril de 1958 fue reconocido como Templo Nacional.
El templo posee capacidad para 500 personas sentadas. Cuenta con seis altares laterales, que poseen imágenes de Jesús resucitado, María Auxiliadora, Don Bosco, los santos chilenos San Alberto Hurtado, Santa Teresa de Los Andes y la beata Laura Vicuña, la Sagrada Familia, y los santos salesianos Santa María Mazzarello y Santo Domingo Savio.
En su interior se destacan los vitrales frontales en color blanco y verde, y laterales en amarillo, blanco y azul. Además se destacan las 14 estaciones del Viacrucis, realizadas por el pintor chileno Claudio di Girolamo. También destaca el gran mural situado en el ábside, llamado La Gloria de Don Bosco, pintado por el mismo Di Girolamo en 1961.